# Jakob Kübler
Johann Jakob Kübler (geboren am 6. Januar 1827 in Winterthur; gestorben am 8. März 1899 in Wülflingen, heute ebenfalls Teil von Winterthur) war ein Schweizer Pfarrer und Schriftsteller.

## Leben
Kübler war der Sohn eines Lehrers. Seine Schwester war die Schriftstellerin Maria Susanne Kübler. Er besuchte die Schule in Winterthur, danach das Gymnasium in Zürich und studierte von 1845 bis 1848 evangelische Theologie in Zürich. 1848 wurde er von der Universität Königsberg zum Doktor der Philosophie promoviert. Nach Aufenthalten in Tübingen und Paris übernahm er 1850 eine Pfarrersstelle in Neftenbach und wurde 1851 von der Gemeinde zum Pfarrer gewählt.
Literarisch trat er in Erscheinung durch die zusammen mit anderen in dem Band Lieder des Kampfes veröffentlichte radikale antijesuitische Lyrik. Ausserdem verfasste er ein Drama, mehrere Bände Erzählungen, zwei önologische Schriften und zwei Werke über die mikroskopischen Fossilien des Schweizer Jura.

## Werke
- Schneeglocken. Gedichte. Winterthur 1845.
- Lieder des Kampfes. Hg. von Salomon Tobler, Gottfried Keller, Robert Weber und Jakob Kübler, zum Besten der Hinterlassenen im letzten Kampfe gefallener eidgenössischer Wehrmänner. Winterthur 1848, S. 53–127.
- Trenmor, der Zerstörer des Druidenreiches. Grosses historisches Schauspiel in vier Aufzügen mit Chören. Winterthur 1848.
- Gedichte. Winterthur 1850.
- Neue Gedichte. Winterthur 1863.
- mit Heinrich Zwingli: Mikroskopische Bilder aus der Urwelt der Schweiz. Zürich 1866.
- Die Gährung und die Krankheiten des Weins. Winterthur 1869.
- mit Heinrich Zwingli: Die Foraminaferen des schweiz. Jura. Winterthur 1870, Digitalisat.
- Erzählungen aus der helvetischen Revolution. Winterthur 1879.
- Mittel gegen die Krankheiten, Schäden und Feinde der Rebe und des Weins. Frauenfeld 1881.
- Drei Novellen. Winterthur 1881.
- Aus aller Welt. Erzählungen. Winterthur 1887.